# Hopeful (Bars and Melody)
Hopeful è un brano musicale del gruppo britannico Bars and Melody, pubblicato il 27 luglio 2014 come singolo di debutto. È basato sul singolo "Hope" di Twista e Faith Evans.

## Background
Bars and Melody hanno eseguito la canzone per la prima volta al loro provino per l'ottava serie di Britain's Got Talent nel febbraio 2014. Hanno ricevuto il buzzer dorato di Simon Cowell andando direttamente in semifinale. Il 7 giugno, il duo si aggiudica il terzo posto durante la finale.
Il 15 giugno è stata annunciata la collaborazione di Bars and Melody con la Syco Music di Simon Cowell. È stato poi rivelato che avrebbero pubblicato la loro versione di "Hope" (rititolata "Hopeful") come loro singolo di debutto il 27 luglio.

## Music Video
Il video musicale è stato pubblicato su YouTube il 7 luglio 2014. Da allora sono state accumulate oltre 125 milioni di visualizzazioni.

## Tracce

### Download digitale
1. "Hopeful" - 2:49

### Digital EP
1. "Hopeful" - 2:49

2. "Hopeful" (Liam Keegan Remix) - 2:42

3. "Hopeful" (Local Remix F) - 3:34

4. "Hopeful" (Summer Jam Remix) - 3:13

### CD singolo
1. "Hopeful" - 2:49

2. "Hopeful" (Acoustic) - 2:50

3. "Shining Star" - 3:38